# Syang
Syang, nome artístico de Simone Dreyer Peres (Brasília. 7 de novembro de 1968), é uma cantora e guitarrista brasileira.
Syang, ou Syoung, como antes era seu nome artístico, é a fusão de Simone com Angus Young, guitarrista da banda de hard rock AC/DC.

## Biografia
Syang é filha dos advogados Adilson Klier Peres e Vera Regina Dreyer, neta de Alberto Peres, tem também uma irmã a estilista Luciana Peres, e uma madrasta Thamis Peres. Começou a aprender a tocar piano aos oito anos. Três anos depois, ganhou o seu primeiro violão, e então decidiu ser guitarrista. Aos treze, formou a banda Autópsia, formada apenas por garotas, que começou a tocar na garagem de sua casa em Brasília. Integrou ainda o Detrito Federal, a P.U.S. ou PxUxS (lançando quatro álbuns) e o grupo de punk rock Defalla, em sua fase glam rock, por volta de 2003.
Obteve pequeno êxito em sua carreira solo, com a música "Olha Pra Mim". O clipe foi relativamente bem executado na MTV Brasil.
Foi participante da segunda edição do reality show Casa dos Artistas, do (SBT), em 2002. Na casa, Syang chegou a ter uma aproximação com Gustavo Mendonça, sem, contudo, tornar-se um relacionamento mais sério. Porém provocou ciúmes em seu empresário e marido na época, Daniel Sabbá. Logo após, o casamento deles chegou ao fim. O mesmo Gustavo, manteve na mesma edição do reality show, algo parecido com outra participante, Mariana Kupfer.
Ainda em 2002, lançou o livro No Cio, de contos eróticos, onde relata experiências sexuais suas e de amigos. Em relação a isto, ela teve um piloto pronto do programa Sex Rock que iria estrear em 2003 na Band. A atração seria um pouco de reality show na casa de Syang, tudo ligada aos contos eróticos, "Eu acordo e narro o sonho erótico que tive e este será interpretado por atores. Fora isso, vou recebeu novos talentos e vou falar de música. Será um programa que mistura cultura pop com erotismo", contou na época, porém o programa não chegou a ir ao ar.
Foi capa da revista Playboy de novembro de 2002, e da Sexy, em maio de 2004.
Em 2004, apresentou o Swing com Syang na TV Gazeta. Em 2006, voltou ao SBT e estreava no Programa do Ratinho, o quadro Histórias de Motel. A história, com conteúdo picante, era narrada e escrita pela roqueira.
Em 2006, namorou o narrador Nivaldo Prieto, onde ganhou as páginas das revistas de fofoca.
Em 2008, por seis semanas (de julho a agosto), apresentou o programa Hot Hits, na Rede 21, antes de a mesma se tornar um canal religioso. Em outubro de 2008 publicou um novo livro, Sexualidade na gravidez: relatos de uma mãe de primeira viagem, a qual falou sobre em entrevista para o Programa do Jô na Rede Globo. Neste mesmo ano participou do TV Fama na RedeTV! do quadro Transformação. A equipe a deixou parecida com a roqueira internacional Avril Lavigne.
Participou em diversos programas do SBT, do humorístico A Praça É Nossa, Programa Silvio Santos, em 2010 do Um Contra Cem, e jurada do quadro Jovens Talentos do Programa Raul Gil, em 2012 do Programa do Ratinho e do Cante se Puder. Em 2014 foi contratada pelo SBT para fazer parte do reality show Esse Artista Sou Eu, comandado por Márcio Ballas. Ainda no SBT, Syang participaria de algumas edições do Teleton.
Durante onze anos foi namorada do vocalista do PUS Ronan Meireles. É casada com o lutador de jiu-jitsu Eduardo Santoro, seu segundo marido, com quem teve uma menina Manuela em 2008 e dois anos depois teve Nina.
Syang é católica, gosta de comida vegetariana, entre outras. Aprecia esportes, em especial o jiu-jitsu, do qual é praticante, graduada na faixa preta, tendo inclusive participado de competições. Atualmente Syang e sua família moram em Redondo Beach, na Califórnia.